# Emma Andijevská

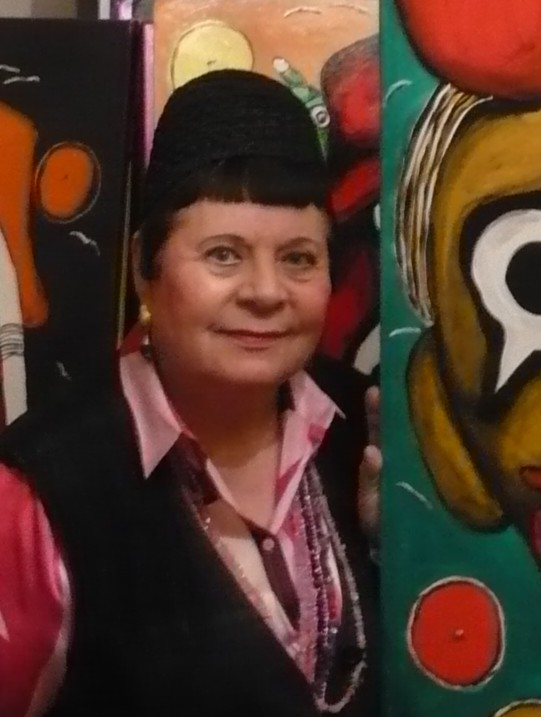
Emma Andijevská

Emma Ivanivna Andijevská (ukrajinsky Емма Івaнівнa Андієвська, * 19. března 1931 Stalino, Ukrajina) je ukrajinská básnířka spisovatelka a malířka.

## Život
Emma Andijevská se narodila 19. března 1931 v Doněcku. Otec byl chemik, matka vystudovala agronomii a pracovala jako učitelka biologie. Emma kvůli častým nemocem navštěvovala školu jen občas a musela se učit sama. Kvůli vysoké dětské úmrtnosti v rodině se v roce 1937 všichni přestěhovali do Vyšhorodu a o dva roky později do Kyjeva. Zde pobývali při napadení Sovětského svazu. Otce zastřelili, aby nemohl předat své objevy Němcům. Kvůli tomu musela matka s dětmi v roce 1943 Kyjev opustit a odjet do Německa. Zde žili v různých městech, mimo jiné v britském okupačním sektoru v Berlíně. Emma se nechtěla v Německu učit na dívčím gymnáziu a navzdory zvyklostem ji přijali na chlapeckou školu.